# Zastawla
Zastawla (ukr. Заставля) – wieś na Ukrainie, w obwodzie chmielnickim, w rejonie dunajowieckim. W 2001 roku liczyła 756 mieszkańców.